# Villar de Tejas

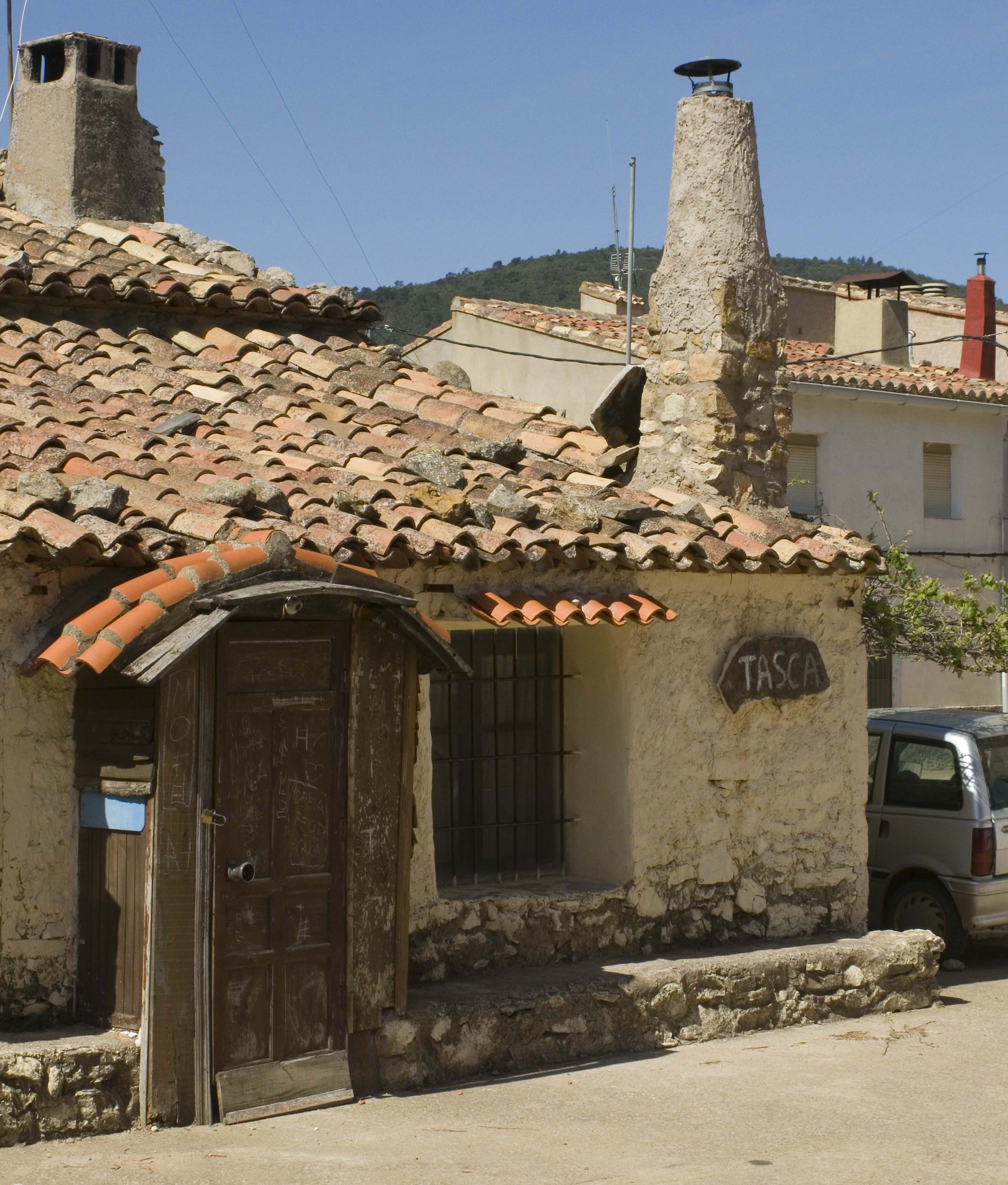
Villar de Tejas.

Villar de Tejas (en castellà) és un llogaret del municipi de Xelva, a la comarca dels Serrans (País Valencià). Limita amb la Plana d'Utiel i està situat al sud de Xelva (a la capçalera del riu de Xera, separat per la Talaia de Xelva), i al vessant oriental de la serra del Negrete.
Destaquen al terme el pic de la Talaia de 1.157 metres, prop de Benagéber, i el Turó de la Nevera (1.205 metres) al nord, pròxim als termes de La Yesa, Andilla i Abejuela, ja a Terol.
Villar de Tejas comtava l'any 2009 amb 15 habitants i el 2011 amb 14 habitants. Està a la zona de llengua castellana del País Valencià.
L'església de la Misericòrdia és l'edifici més interessant i celebra les festes patronals el mes d'agost en honor de la Verge de la Misericòrdia.
Altres llogarets o massos propers són El Cerrito, Mas de Cholla, Mas de Caballero i Villar de Olmos i la Cañada, aquests darrers ja en terme de Requena.

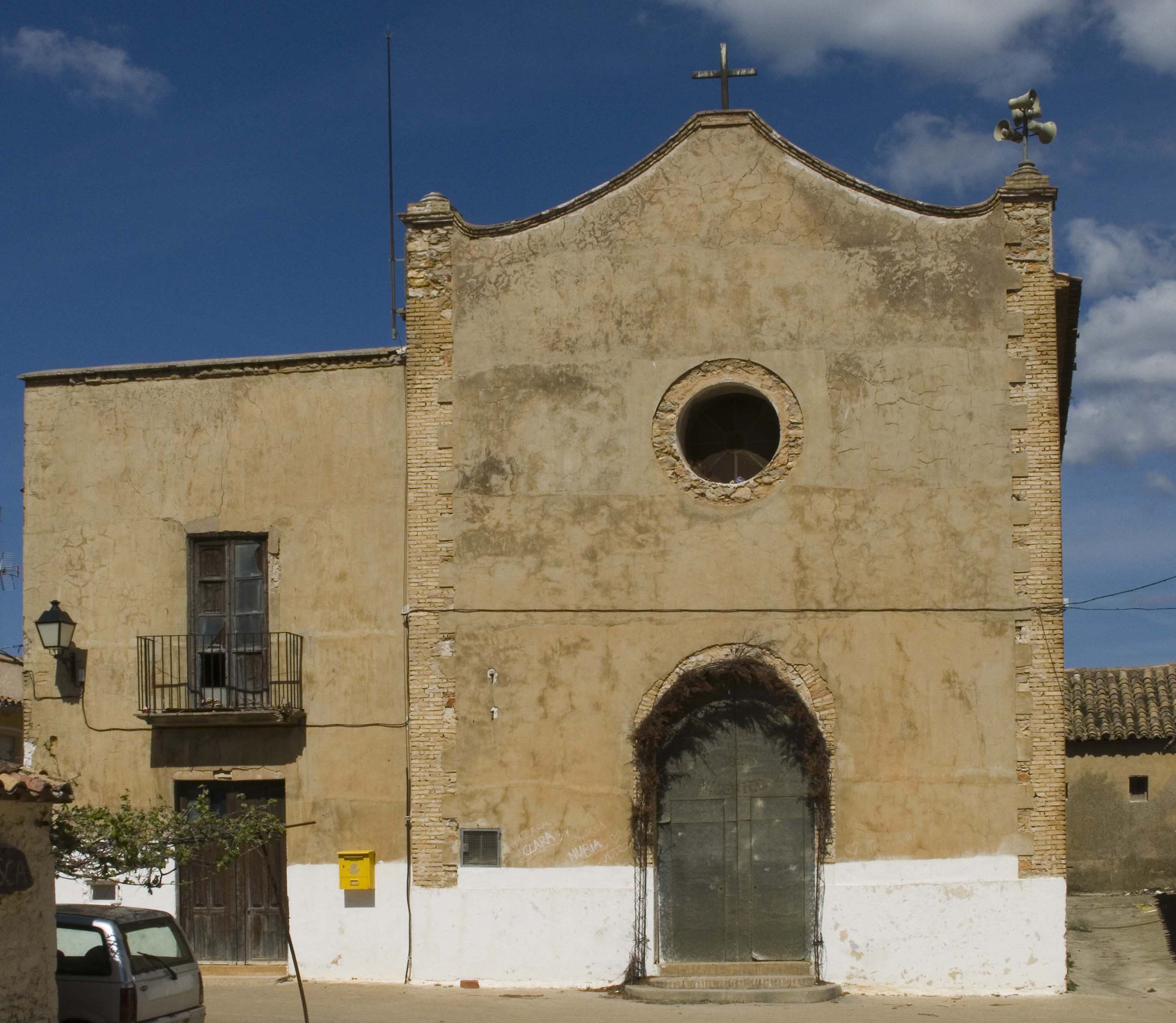
Església de la Misericòrdia (Villar de Tejas)